# Stazione di Tezze di Grigno
La stazione di Tezze di Grigno è una fermata ferroviaria posta sulla linea della Valsugana a servizio del paese di Tezze, la frazione più popolosa del comune di Grigno. L'impianto si trova tra quelli di Grigno e di Primolano.

La fermata è l'ultima del tratto trentino della linea, e fino alla fine della prima guerra mondiale segnava il confine tra il Regno d'Italia e l'Impero austro-ungarico.

## Storia
Fino al 1942 era denominata «Tezze sul Brenta»; in tale anno assunse la nuova denominazione di «Tezze di Grigno».

## Strutture e impianti
Il fabbricato viaggiatori è di modeste dimensioni, ma al suo interno è presente una sala d'attesa e una biglietteria self-service. All'esterno è presente un curato giardino, un parcheggio e un sottopassaggio che permette di superare la Strada statale 47 della Valsugana.
Il binario è unico e passante.

## Movimento
Nella fermata fermano tutti i treni con destinazioni per Trento, Bassano del Grappa, Venezia e Padova, a servizio dei pendolari.

## Servizi
La stazione dispone di:
- Biglietteria self-service
- Parcheggio di scambio